# 長野県道233号時又中村線
長野県道233号時又中村線（ながのけんどう233ごう ときまたなかむらせん）は、長野県飯田市時又の長野県道237号米川飯田線交点と同市中村の国道153号交点を結ぶ一般県道。

## 概要

### 路線データ
- 起点：飯田市大字時又（長野県道237号米川飯田線交点）
- 終点：飯田市大字中村（中村交差点、国道153号交点）

## 交差する道路
- 長野県道237号米川飯田線（起点）
- 長野県道250号上川路大畑線（飯田市嶋・上川路交差点間）
- 国道151号（上川路交差点）
- 長野県道491号親田中村線（下中村交差点）
- 国道153号（終点）

## 周辺
- 飯田市竜丘支所
- 飯田線 時又駅
- 開善寺